# Міжнародна жіноча сіоністська організація
Міжнародна жіноча сіоністська організація (івр. ויצו, англ. Women's International Zionist Organization, WIZO) — неурядова жіноча організація, яка проводить свою діяльність у сфері соціального забезпечення суспільства, поліпшення становища жінок та освіти в Ізраїлі і діаспорі.

## Історія

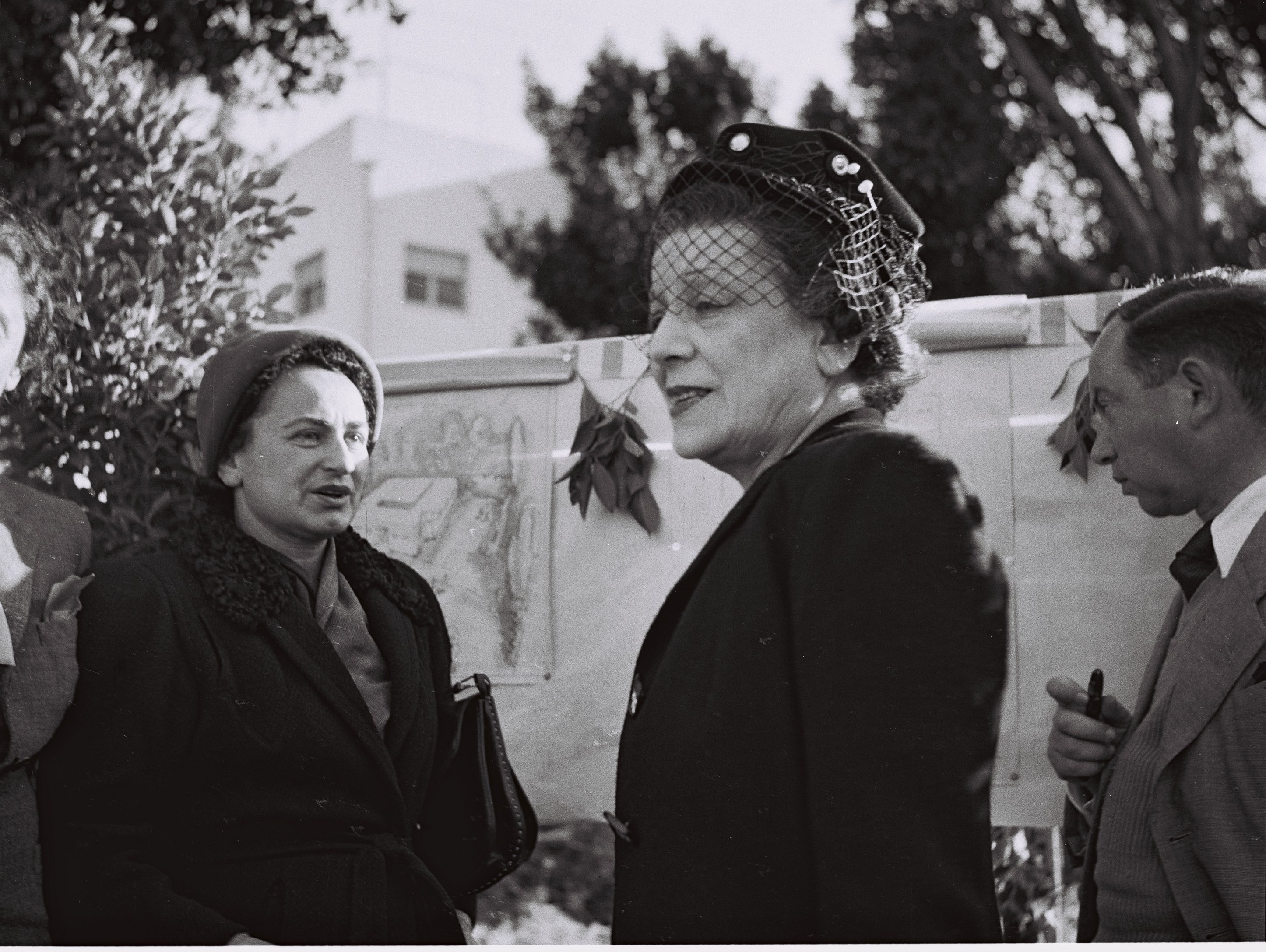
Віра Вейцман відвідує установу WIZO в Реховоті 1946 року

Міжнародна жіноча сіоністська організація (WIZO) була заснована у Великій Британії 7 липня 1920 року групою жінок — діячок сіоністського руху, в яку входили Ребекка Зіф, Віра Вейцман (дружина майбутнього президента Ізраїлю Хаїма Вейцмана), Едіт Едер, Романа Гудман, Батшева Кацнельсон та Генрієтта Ірвелл. Першочерговим завданням організації стало надання послуг для жителів Британської підмандатної Палестини. Серед перших проектів WIZO в підмандатній Палестини стало створення Типат Халав — дитячих клінік і центрів роздачі одягу, багато з яких діють і досі. Перший центр денного догляду був відкритий WIZO в Тель-Авіві в 1926 році.
У 1920-1930-х роках була створена широка мережа філій WIZO по всій Європі, гловою Єрусалимської філії після 1926 року була Батшева Кацнельсон. Багато філій були закриті в результаті нацистської окупації та Голокосту. Філії в Латинській Америці продовжували діяти під час Другої світової війни. 
У 1949 році, після створення держави Ізраїль, штаб-квартира WIZO була переміщена туди, а президентом організації стала Ребекка Зіф. WIZO сформувала власну політичну партію, яка брала участь у виборах до Кнесету 1-го скликання в 1949 році, отримавши 1,2 % голосів і одне місце в Кнесеті. Депутатом від WIZO стала Рахель Коен-Каган.
В даний час WIZO курирує діяльність 180 центрів денного догляду в Ізраїлі і догляд за 14000 дітей працюючих матерів, нових іммігрантів і малозабезпечених сімей. WIZO також організовує літні табори, курси для сімей з одним батьком і надає інші види соціальної підтримки дітям.
WIZO є найбільшою жіночою сіоністською організацією в світі. У 2008 році 36 країн-членів надіслали делегатів в Ізраїль, щоб відсвяткувати 88-му річницю створення організації.
У 2008 році WIZO, разом з двома іншими жіночими організаціями, удостоєна Премії Ізраїлю за особливий внесок у життя суспільства та держави Ізраїль.
Президентом WIZO з 2012 року є Това Бен-Дов.

## Керівники
- Ребекка Зіф — 1949—1966
- Роза Гіноссар — 1966—1970
- Райя Яглом — 1970—1996
- Мішель Модаї — 1996—2004
- Гелена Глейзер — 2004—2012
- Това Бен-Дов — 2012 — теперішній час